# Prieuré de Saint-Arnoult (Oise)
Pour les articles homonymes, voir Prieuré de Saint-Arnoult.
Le prieuré de Saint-Arnoult est un prieuré bénédictin situé à Saint-Arnoult dans l'Oise dans les Hauts-de-France, qui dépendit successivement des abbayes de Saint-Germer-de-Fly et de Beaubec en Normandie.
La rareté de cette architecture datant de la fin du Moyen Âge, en pan de bois et torchis, à double encorbellement, et la qualité de son décor sculpté, ont motivé l'inscription au titre des monuments historiques de ses façades et toitures, ainsi que des deux cheminées du rez-de-chaussée, par un arrêté du 30 mai 1988.

## Histoire

### Origines

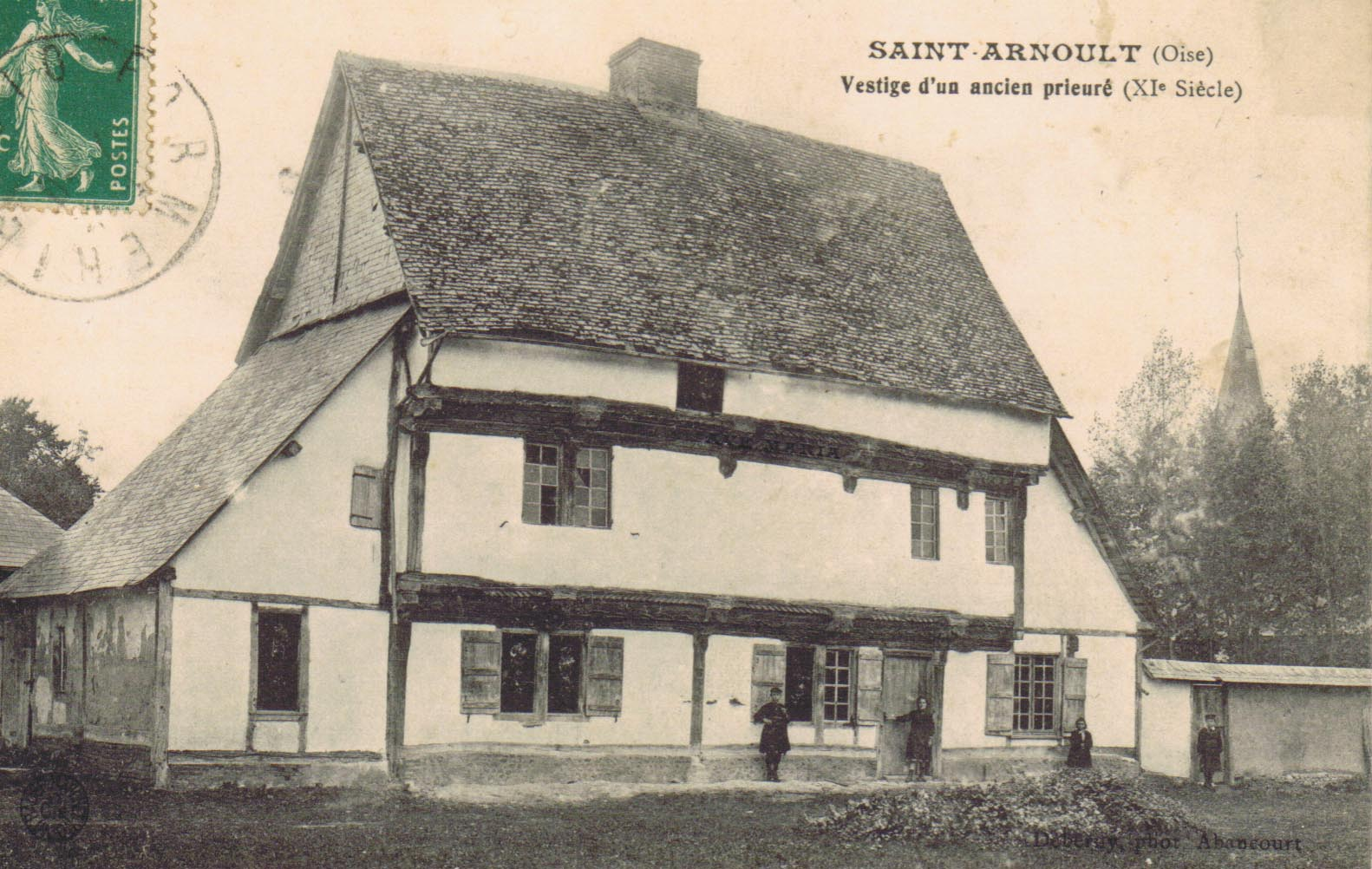
Le prieuré vers 1900.

Le prieuré de Saint-Arnoult a tout d'abord dépendu de l'abbaye Saint-Germer-de-Fly. Ses origines sont attestées « dans les anciens titres authentiques conservés aux archives de l'hospice de Clermont ».
Son histoire est très liée à la propagation du culte de Saint-Arnoult, au milieu du XIe siècle, dans le comté de Clermont. Saint-Arnoult (latinisé en Sanctio Arnulfus en 1210) possédait une seigneurie qui relevait du canton de Clermont, « elle appartenait à la maison de Cany ». L'abbaye Saint-Germer-de-Fly en fit l'acquisition.

### Le culte de Saint-Arnoult
Le toponyme de Saint-Arnoult fait référence à Saint-Arnoult-en-Yvelines. Ce saint, qui aurait été évêque de Tours, épousa Scariberge, la nièce de Clovis. Il mourut à Reims vers 533 et fut enterré à Saint-Arnoult-en-Yvelines, sur le chemin de Tours. Ses reliques furent l'objet d'un vol en 935 au profit de Crépy-en-Valois, où fut fondée une abbaye.
Au début de l'an mille, le culte de ce saint se propage et s'étend aux XIe et XIIe siècles, au nord de Paris et dans toute l’Île-de-France. À Clermont-en-Beauvaisis, une collégiale dédiée à saint Arnoult et à Notre Dame est fondée par les seigneurs de Clermont (1023). Sous l'influence de Guibert de Nogent, ancien religieux de l'abbaye de Saint-Germer-de-Fly, le culte d'Arnoult d'Yvelines se développe en Beauvaisis.

### Saint-Arnoult, Saint-Jacques-de-Compostelle, et les autres
Du VIe siècle au XIe siècle, de nombreux pèlerinages voient le jour, célébrant une multitude de saints. Les reliques tiennent une place importante dans la société médiévale et leur culte se propage au long d'itinéraires très fréquentés, la popularité des uns influençant les autres.
La coquille Saint-Jacques, présente à plusieurs endroits sur la façade du prieuré de Saint-Arnoult, n'est pas sans rappeler le grand pèlerinage qui naît à l'aube du IXe siècle et atteint son apogée au XIVe siècle. Saint-Arnoult, dans l'Oise, se trouve sur un axe Boulogne - Chartres, emprunté par les pèlerins de Saint-Jacques-de-Compostelle. Ceux-ci descendaient de Boulogne à Paris en direction de Tours, empruntant la via Turonensis par Chartres et passaient par Saint-Arnoult-en-Yvelines. À Tours, se trouvait également le tombeau de saint Martin dont le pèlerinage très important a influencé le culte d'Arnoul.

### Saint-Arnoult et Beaubec
Les abbés de Beaubec furent seigneurs, pour partie, de Saint-Arnoult. Un plan de 1751 conservé aux archives départementales de l'Oise, atteste le lien du prieuré de Saint-Arnoult avec cette abbaye dont il dépend alors. On y voit les bâtiments d'exploitation agricole disposés autour de la cour carrée ainsi que le logis seigneurial. Sont également signalés, les terres et les bois appartenant à l'abbaye.
Un blâme d'aveu, à l'initiative de Charles du Sauzet Du Mas, dernier abbé régulier de Beaubec, est déposé en 1746, par devant les notaires royaux au bailliage d'Amiens, résidant à Grandvilliers.

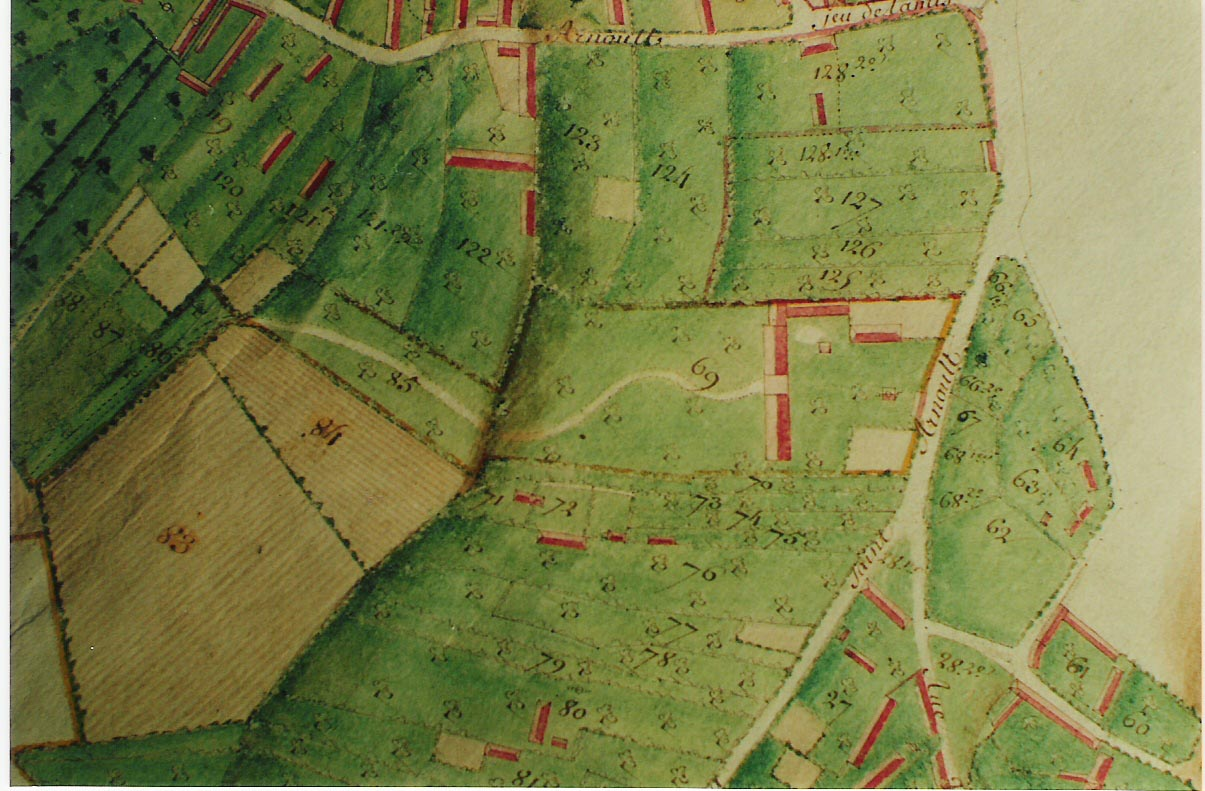
Détail du plan de 1751 : les bâtiments sont visibles sur la parcelle no 69.
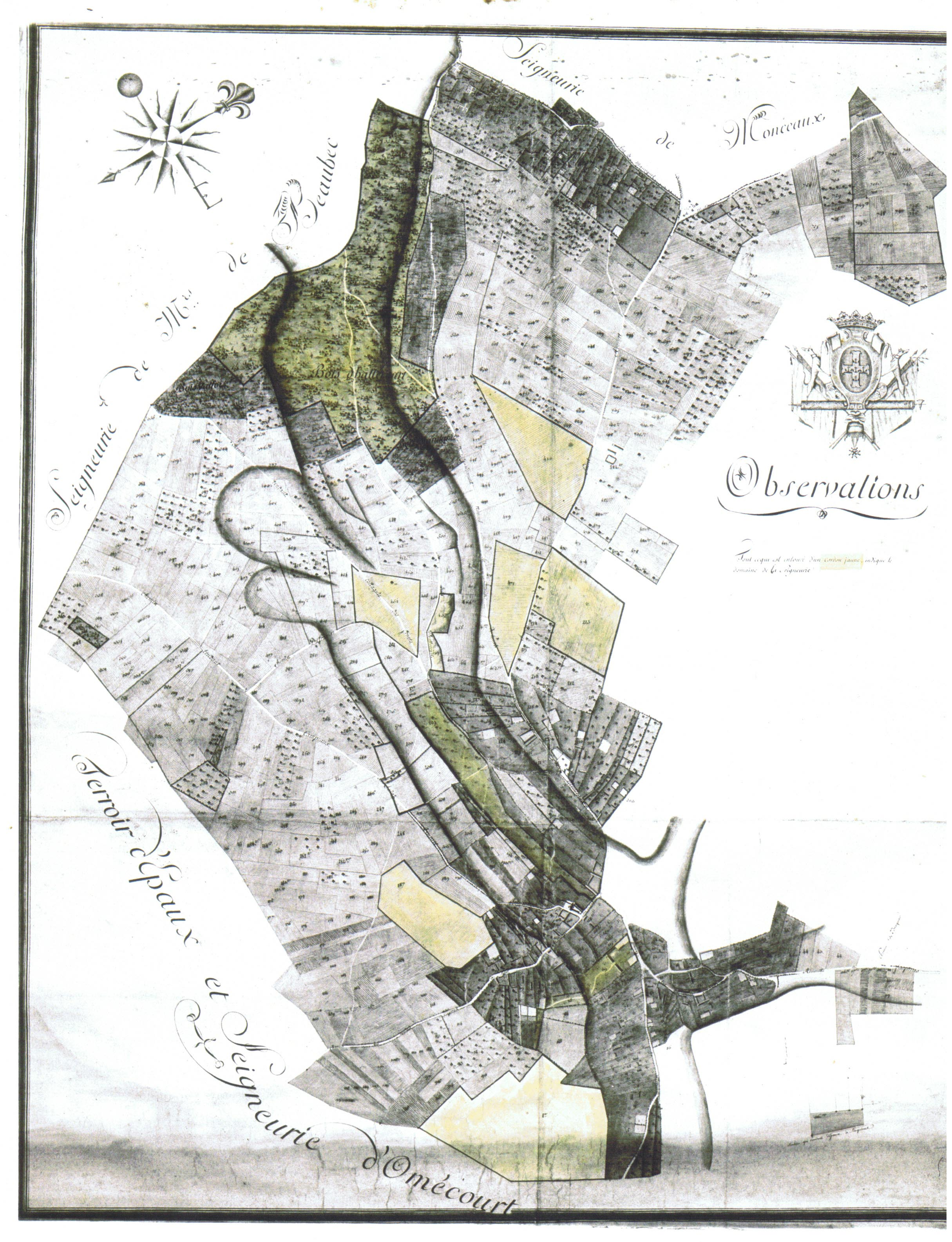
Plan de 1751 montrant les possessions de l’abbé de Beaubec sur Saint-Arnoult : les parcelles en jaune dépendent de la seigneurie de Beaubec.

### Une exploitation agricole
Au cours de son histoire, le prieuré va prendre le statut de simple exploitation agricole. C'est probablement ce qui lui permettra de se conserver jusqu'à nous, tant bien que mal, malgré quelques vicissitudes. En 1972, un incendie détruira un grand nombre des bâtiments, épargnant toutefois le logis du XVe siècle.
À la fin du XIXe siècle, le comte Louis Antoine Ferrand et son frère, le vicomte Ferrand demeurant ensemble au château de la Bernardière, commune de Tessonnière (Deux-Sèvres), en sont propriétaires indivis. Par adjudication, le prieuré est vendu le 30 janvier 1898, avec ses terres, à la famille Lenoir, apparentée à la famille de Boufflers.
Donnée en bail à plusieurs générations de fermiers, la propriété reste dans cette famille jusqu'en 1982, date à laquelle, elle est vendue à Gilles et Nelly Alglave. Elle devient la résidence familiale de ses nouveaux propriétaires qui entreprennent la restauration du site. Le prieuré fait l'objet d'une inscription partielle au titre des monuments historiques depuis 1988 et est ouvert à la visite.

## Architecture

### Une ossature à bois courts
La façade du prieuré, telle qu'elle se présente aujourd'hui, est l'expression de l'évolution de l'art de la charpenterie au cours de l'histoire. La partie la plus ancienne, le corps de logis, utilise une technique d'assemblage à bois courts. Elle présente deux niveaux d'encorbellement sur sommiers et un comble à surcroît. Les colombes se succèdent suivant le rythme du « tant plein que vide » caractéristique de l'époque. L'utilisation du chêne à cœur et la puissance de l'ossature révèlent, qu'au sortir de la guerre de Cent Ans, le bois d'œuvre abonde et sa qualité est maximum. Le hourdis est en torchis protégé par un enduit de chaux aérienne. Grâce à une exposition à l'est de la façade et au surplomb important des encorbellements, les sculptures présentes sur les sablières et les entretoises, se trouvant à l'abri des eaux de ruissellement, sont dans un excellent état de conservation.
Les deux appentis sont des adjonctions de la fin du XVIIIe siècle. À cette époque, en Picardie, la technique de construction en pan de bois évolue vers une économie de moyens caractéristique de la marque paysanne, lisible sur ces ajouts. Le pan de bois n'est plus destiné à être montré et est protégé par l'enduit qui le cache. En observant le corps de logis, on remarque qu'il a été amputé d'un certain nombre de travées : la bâtisse originelle devait se prolonger de quelques travées vers la droite.

### Un décor symbolique
Les éléments du décor appartiennent au vocabulaire symbolique du Moyen Âge et sont empruntés aux règnes animal, végétal et humain. Roses, coquilles, chêne, paons, poissons, serpents et dragons alternent avec des personnages à visage humain à côté d'autres animaux tels un singe et des chiens. Les abouts des sommiers portent encore des traces de visages fort érodés mais dont on distingue encore les coiffes. Sur une des poutres, une alternance de roses sculptées en positif et en négatif, et de coquilles offrant une face convexe et une face concave, attire l'attention : ce type de décor est fréquent sur les monuments des itinéraires menant vers Compostelle.

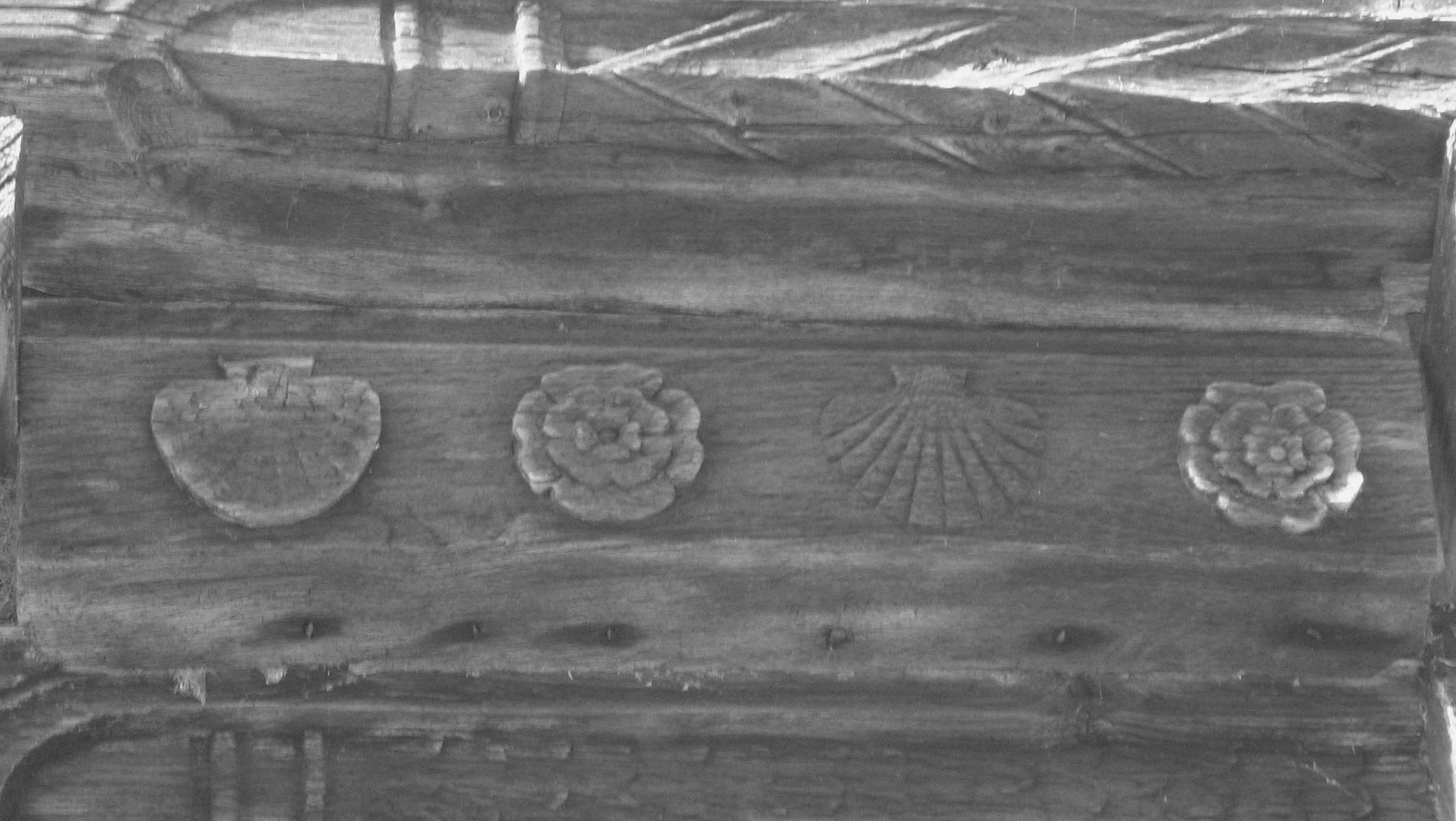
Roses et coquilles alternent en positif et en négatif.
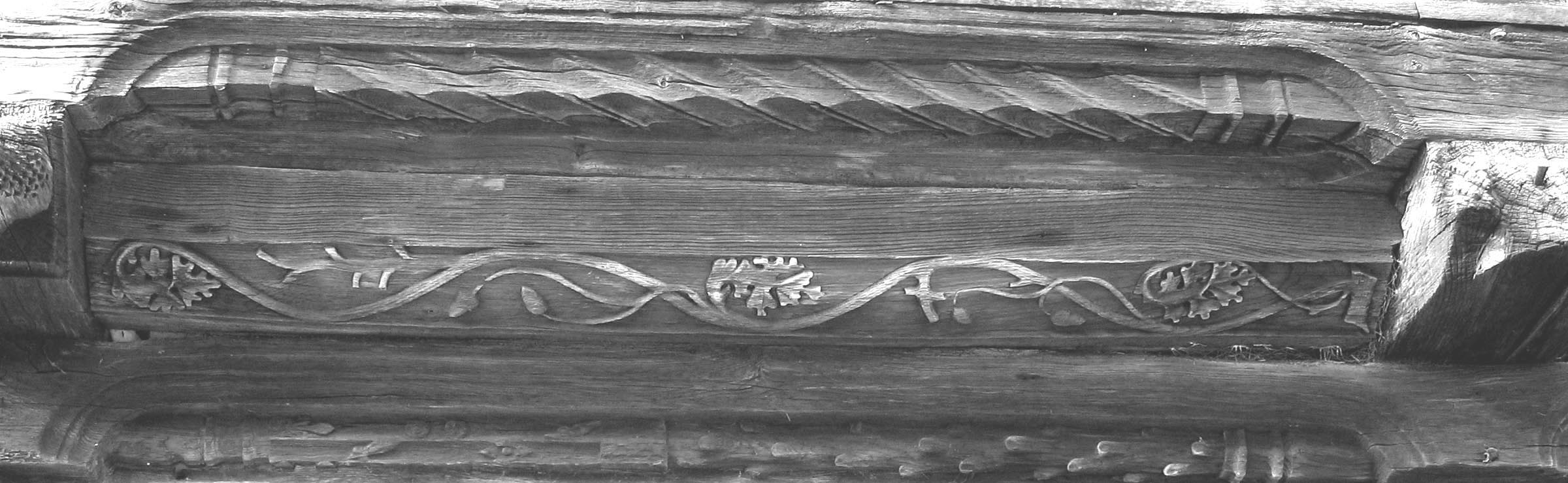
Les têtes des abouts de sommiers ont été érodées. Fleur de lys visible en bas à gauche.
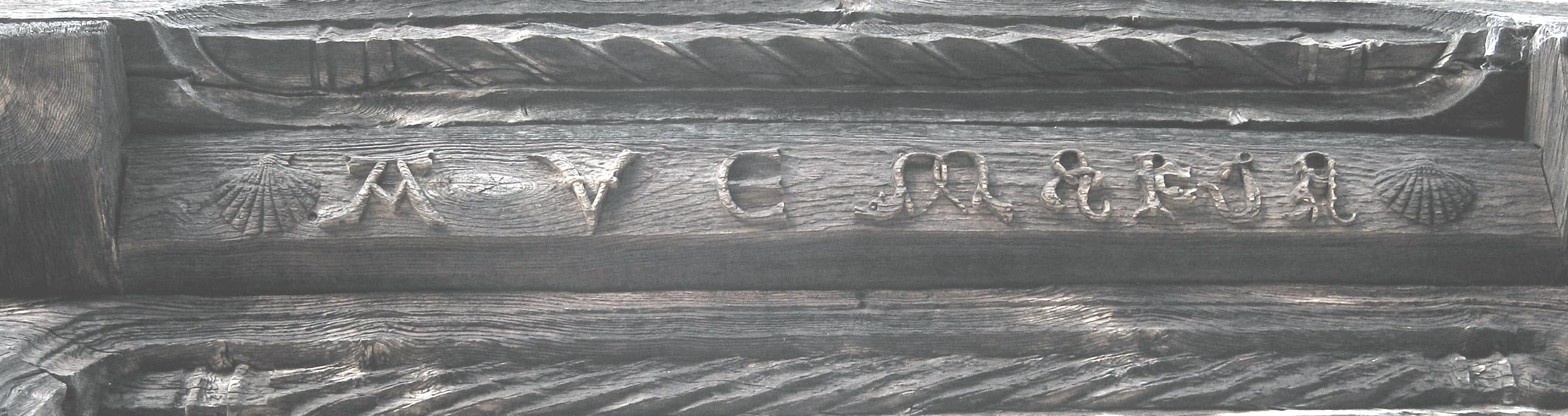
Coquilles et dédicace à la Vierge Marie. Les lettres de MARIE sont des serpents.
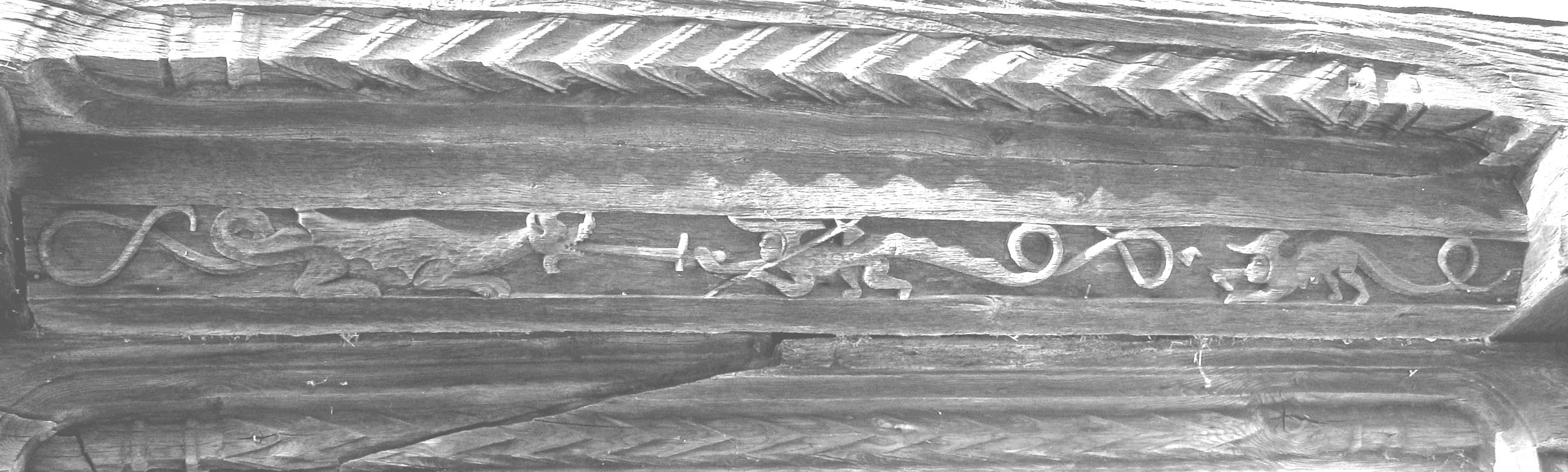
Combat contre le Dragon.
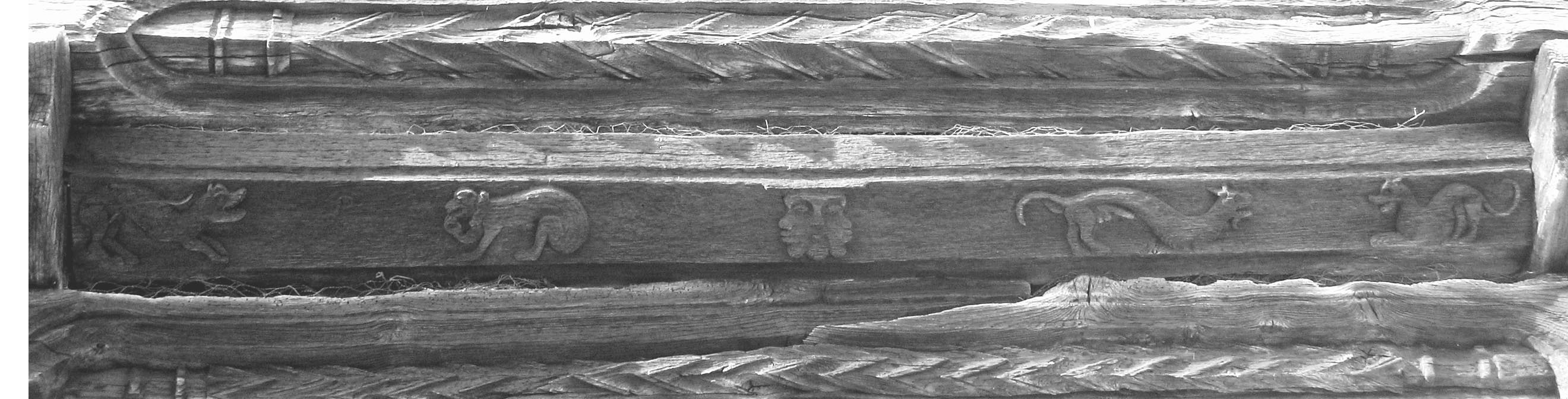
Chiens, singe et tricéphale.
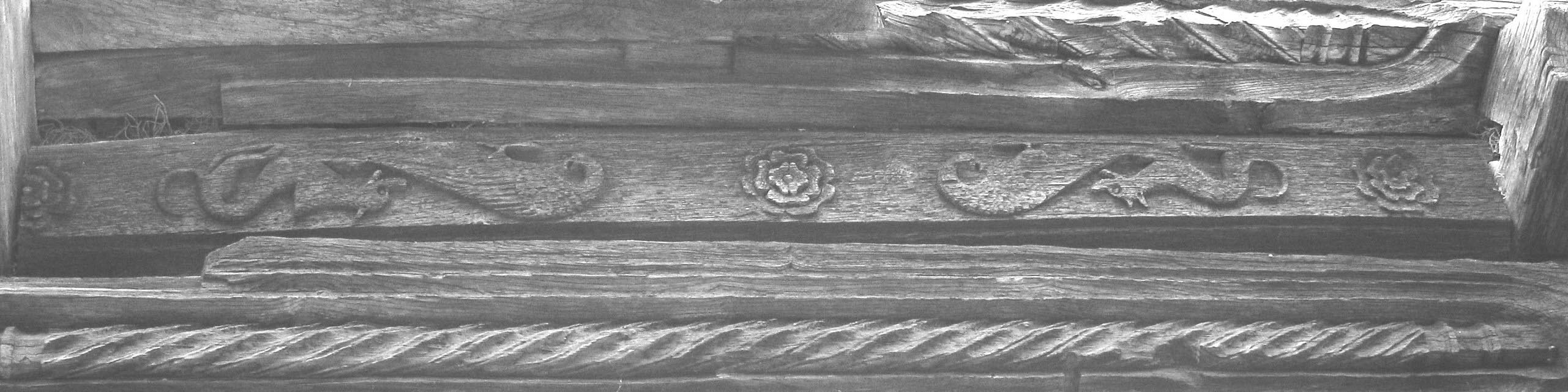
Chiens, paons, roses (pièce de bois coupée et à l'envers).
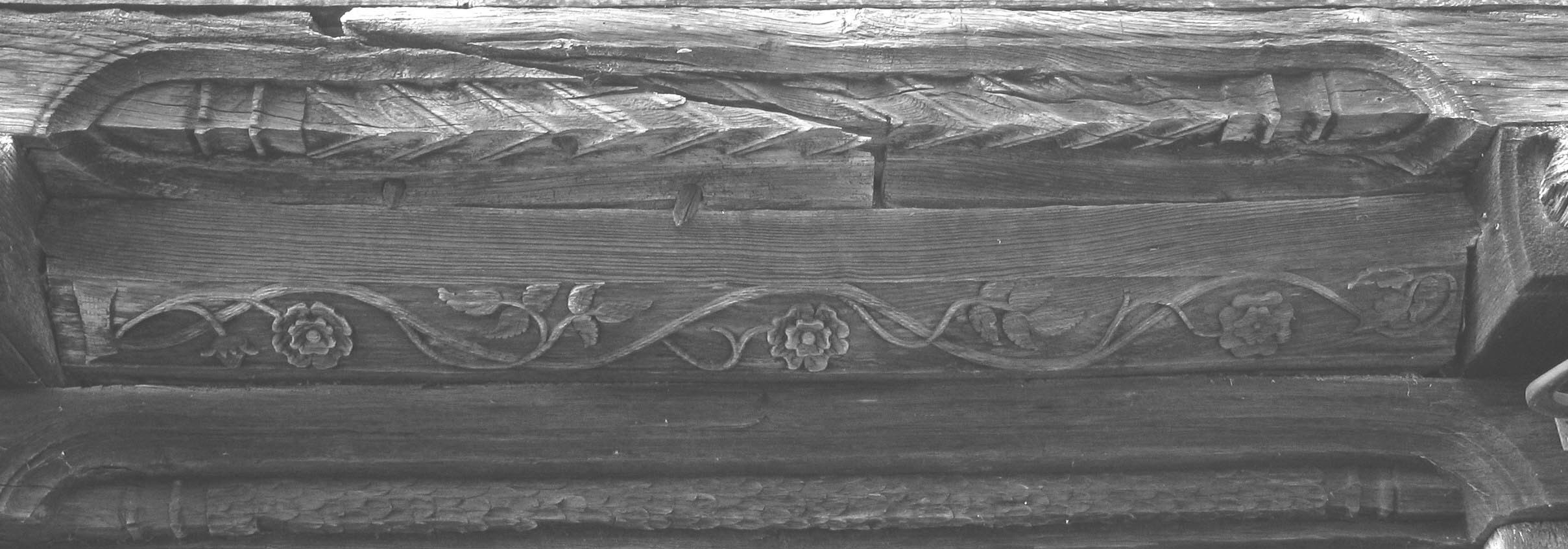
Les feuilles du rosier conservent encore le détail de leurs veines.
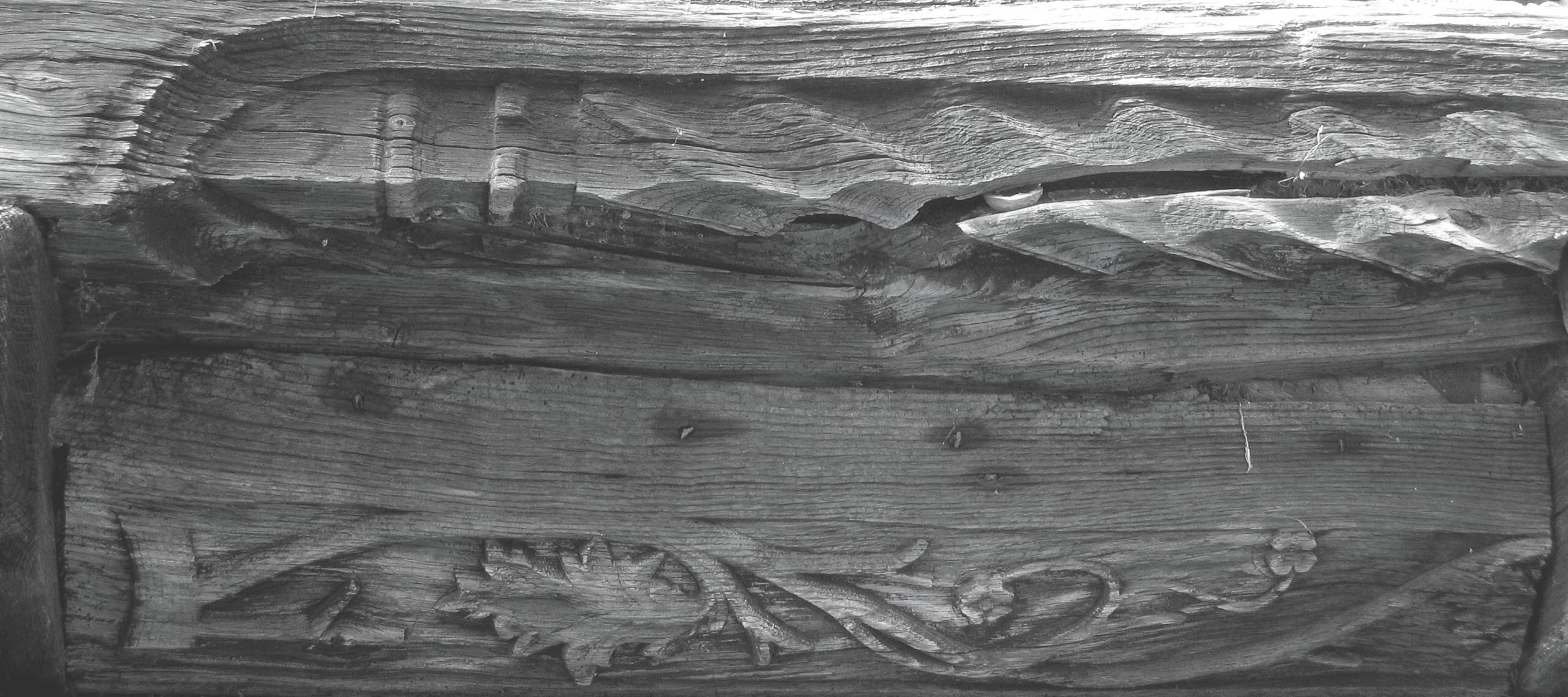
Chélidoine.